# Jing (software)
Jing este un program de screencasting lansat în 2007 sub forma proiectului jing de către TechSmith Corporation. Software-ul face o poză sau un video la ecranul monitorului și le încarcă pe internet. Dacă este încărcat pe internet, programul creează automat URL-UL continutului ca să poată fi distribuit . Jing este compatibil cu Macintosh și Microsoft Windows. Trebuie să îți creezi un cont înainte să folosești programul.
Formatul său simplu și abilitatea de a încărca repede screencast-uri a făcut din jing un program folositor pentru referință virtuală în librării.
Pe 6 ianuarie 2009, TechSmith lansează Jing pro, o versiune premium, ce trebuia cumpărată .
În februarie 2012, Techsmith anunță că Jing pro va fi scos de pe piață. Toți userii (în ciuda cumpărării)au putut folosi acest program până pe 28 februarie 2013.